# PA-370
A PA-370, também conhecida como Santarém - Curua-Una, é uma rodovia estadual do Pará que liga o centro urbano de Santarém a usina Usina Hidrelétrica Curuá-Una, no mesmo município. Foi repavimentada em 2008, tem extensão de aproximadamente 70 km, por ela dá-se acesso a Mojuí dos Campos na altura da comunidade de Santa Rosa, diversas comunidades e a vila de Boa Esperança.
A mesma continua além da usina hidrelétrica, chegando até o município de Uruará na rodovia Transamazônica, esse trecho de cerca de 140 km é denominada como Transuruará e está em leito natural, utilizada por trilheiros, madeireiros, produtores rurais e colonos. Sua pavimentação foi concluída , passando a fazer a integração da região da Transamazônica ao Baixo Amazonas.
A rodovia PA-370, a Transuruará, no oeste paraense, ganhou mais 76 quilômetros de asfalto para garantir mobilidade e impulsionar o desenvolvimento nas regiões de Integração do Baixo Amazonas e Xingu.  Essa segunda etapa foi entregue dia 15/02/2025, referente ao trecho entre o Rio Tutuí e a área urbana do município de Uruará.
A obra foi dividida em duas etapas. Na primeira, concluída em 2023, houve pavimentação no trecho que vai da Usina Hidrelétrica de Curuá-Una, em Santarém, até o Rio Tutuí. Com a conclusão da segunda etapa, são 150 km pavimentados.

### Novos caminhos
“Era uma obra necessária para melhorar a qualidade de vida de toda a população da região, reduzir os riscos de acidentes pela pouca visibilidade devido à poeira e aos atoleiros, diminuir o tempo de viagens entre as cidades e facilitar o escoamento da produção agrícola e pecuária. É o progresso que chega à região pela estrada, abrindo caminhos para a rota dos negócios”, informa Adler Silveira, secretário de Estado de Infraestrutura e Logística.

## Urbanização
Como resultado da expansão urbana da cidade de Santarém, vários bairros surgiram às margens da rodovia, no trecho que vai do centro da cidade até a serra do Diamantino, a altura do km 10, e por isso é uma importante via da cidade e Região Metropolitana.